# Kriza (nacionalna sigurnost)
Kriza, kad se radi o nacionalnoj sigurnosti, predstavlja događaj ili stanje koje ugrožava nacionalnu sigurnost, zdravlje i život građana, znatno narušava okoliš ili uzrokuje znatnu gospodarsku štetu, a odgovor na takav događaj ili stanje zahtijeva koordiniranu akciju više državnih tijela te usklađenu primjenu mjera iz nadležnosti tih tijela.